# مدى خارجي (مسلسل)
مدى خارجي هو مسلسل إثارة وغموض وخيال أمريكي من إنشاء براين واتكينز لصالح خدمة برايم فيديو. المسلسل من بطولة جوش برولين بدور مالك مزرعة في وايومنغ . سيتكون الموسم الأول من ثماني حلقات ، مع عرض حلقتين كل أسبوع ابتداءً من العرض الأول في 15 أبريل 2022.

## حبكة
رويال أبوت مزارع في وايومنغ يصبح متورط في لغز خارق للطبيعة بعد وصول إمراة غامضة تدعى أوتم إلى مزرعته.

## طاقم تمثيل
- جوش برولين بدور رويال أبوت
- ليلي تايلور بدور سيسيليا أبوت
- تمارا بوديمسكي بدور نائب الشريف جوي
- توم بيلفري بدور بيري أبوت
- إيموجين بوتس بدور أوتم
- لويس بولمان بدور ريت أبوت
- نواه ريد بدور بيلي تيلرسون
- شون سايبوس بدور لوك تيلرسون
- ويل باتون بدور واين تيلرسون